# Làng Chếu
Làng Chếu là một xã thuộc huyện Bắc Yên, tỉnh Sơn La, Việt Nam.
Xã có diện tích 53,94 km², dân số năm 2018 là 3126 người, mật độ dân số đạt 35 người/km².